# Shakugan no Shana
Shakugan no Shana (灼眼のシャナ, literalmente O Olhar Ardente de Shana) é uma série de light novels japonesas escritas por Yashichiro Takahashi e ilustradas por Noizi Ito. Foi publicada pela ASCII Media Works em 26 novels de Novembro de 2002 até Novembro de 2012. A história é focada em Sakai Yuji, um garoto normal que, de repente, se vê envolvido em um antigo conflito entre forças de balanço e não-balanço de existência. No processo, ele se torna amigo de uma lutadora das forças de balanço e a nomeia como “Shana”. A série incorpora elementos de fantasia e de “slice of life” em seu enredo.
Duas adaptações para mangá foram publicadas pela ASCII Media Works na Dengeki Daioh e Dengeki Maoh. Entre 2005 e 2012, a história foi adaptada pela J.C. Staff em três séries de anime de 24 episódios, uma série de OVA de 4 episódios, um filme de animação e uma série de OVA de episódio único. Um videogame para Playstation 2 foi lançado em março de 2006, sendo adaptado para Nintendo DS em março de 2007.

## História e personagens
Uma semana depois de Sakai Yuuji entrar no colegial, um acontecimento fantástico colocou um fim para sempre em seus dias normais. Ao sair da escola após o termino das aulas naquele dia, ele vai até uma loja de CDs que fica próxima a uma estação de trens da cidade. Lá, ele se encontra com uma amiga, Hirai Yukari, que acabara de conhecer no colégio. Estavam voltando para suas casas até que Yuuji viu algo que o mudaria para sempre; uma barreira de fogo surgiu e restringia a área ao seu redor. As pessoas que estavam dentro desta delimitação feita pela barreira (Fuzetsu) eram paralisadas no tempo, como se estivessem congeladas (estátuas), e dois monstros (chamados de Rinnes) gigantes apareceram na sua frente. Estes Rinnes tinham aparência de bonecas, um deles era gigantesco, e a outra tinha um formato de esfera. Um dos Rinnes notou que Yuuji se movia dentro da barreira, então percebeu que se tratava de um ser especial, que carregava um tesouro interno (Mystes). Os Rinnes decidiram, então, devorá-lo a fim de colher tal tesouro e oferecer ao seu mestre (Tomogara ou Guze no Tomogara). Quando ele estava prestes a ser destruído, uma garota com olhos e cabelos cor de chamas (conhecida por "A Caçadora dos Cabelos de Fogo e Olhos Ardentes"), vestida com um casaco preto (chamado de Yogasa) segurando uma grande espada (chamada de Nietono no Shana) apareceu, e cortou o monstro em pedaços a fim de evitar que os Rinnes continuem sua devastação. Yuuji fica sem ação ao ver como aquela garota destruia os monstros. Mas quando a garota ia acabar com um Rinne, Yuuji entra na frente e impede a ação da mesma. Aproveitando-se da situação, a Rinne protegida tenta tirar o tesouro dentro do Yuuji (Hougu), sem opção, a guerreira de olhos e cabelos cor de chamas corta Yuuji e o braço da Rinne e impede a sua acção. Yuuji fica surpreso ao descobrir que não estava sangrando e que este golpe não o matou, é aí que ele fica sabendo através das palavras da guerreira… que ele já estava morto e o que ele é agora é apenas um resíduo do que um dia já foi Sakai Yuuji, que ele não é mais humano, ele é uma Tocha. A garota explica que ela é uma Flame Haze, e sua missão é manter o equilíbrio existencial entre o mundo de Guze (mundo paralelo à Terra) e a Terra.
Shana, nome que Yuuji deu a Flame Haze, passa a segui-lo pois sendo um Mystes, ele iria atrair o inimigo antes de se extinguir. Durante os dias em que Shana esteve com Yuuji, fica se sabendo que o poder que havia dentro do Yuuji (Hougu) era nada mais nada menos que o Reiji Maigo, o tesouro mais precioso de toda a Guze. Com o poder de recuperar o poder de existência de quem o possui, todo dia à meia noite, o Reiji Maigo é muito cobiçado pelos Tomagaras que vivem do consumo existencial dos seres. Shana, que era uma garota fria e que simplesmente só vivia para lutar contra os tomogaras, passa a viver com o Yuuji e aos poucos vai descobrindo novos sentimentos e se apaixonando por ele. Logo o Bal Masqué (Exercíto de Tomogaras), que descobriu a localização do Reiji Maigo, parte para o ataque e Shana terá que tomar uma difícil decisão entre a sua missão de Flame Haze e seus sentimentos.

## Terminologia
Poder de Existência (存在の力, Sonzai no Chikara)
Como o próprio nome diz, Poder de Existência é um poder que está contido em qualquer entidade biológica ou mágica, como um combustível da existência. Assim, não é limitado apenas a residir em humanos. Os Guze no Tomogara podem drená-lo dos humanos e Tochas, enquanto as Flame Hazes são capazes de usar o Poder de Existência das Tochas. Quando todo o Poder de Existência de uma Tocha humana é esgotado, a existência do humano é aniquilada. Todas as pessoas que possuíam memórias associadas ao humano ou Tocha terão aquelas memórias apagadas; entretanto, todos aqueles que sabem do funcionamento real do mundo, como os Guze no Tomogara, Flame Hazes, humanos e Tochas que foram expostas à essa realidade, retém essas memórias.
Tocha (トーチ, Tōchi)
A Tocha é uma entidade que repõe o ser humano cujo Poder de Existência foi severamente esgotado. Tochas são "absorvedoras de choque" para o bem do equilíbrio no mundo real. Elas são apenas temporárias, e desaparecerão após certo tempo, eliminando todas as evidências associadas à Tocha.
Mystes (ミステス, Misutesu)
Um Mystes é um tipo especial de Tocha, que contém um Tesouro. O personagem principal, Yuji, é um exemplo, apesar de ser um tipo especial, já que sustenta sua presença indefinidamente devido ao poder do seu Tesouro, Reiji Maigo. Em geral, um Mystes será eventualmente extinto como uma Tocha normal, a não ser que o Mystes se alimente de Tomogaras ou Flame Hazes como o Tenmoku Ikko fez para reabastecer a si próprio, porém é muito difícil para alguém fazer o mesmo.
Flame Hazes (フレイムヘイズ, Fureimu Heizu)
Uma Flame Haze é uma serva cuja função é manter o equilíbrio do mundo. Cada Flame Haze tem um contrato com um Rei de Guze, mas há excepções como a Flame Haze  "Arco da Aurora" (極光の射手, Kyokkō no Ite), que tem um contrato com dois Reis. As Flame Hazes geralmente lutam contra os Guze no Tomogara que consomem grande quantidade de poder de existência e põem os dois mundos em grande perigo, apesar de não ser muito trabalhoso restaurar o equilíbrio que foi perturbado.
Guze no Tomogara (紅世の徒)
Os Guze no Tomogara geralmente são entidades maléficas, que não se importam com o equilíbrio do mundo, colectando e usando Poder de Existência para suas próprias finalidades. Infelizmente, para alguns que respeitam o equilíbrio do mundo, como é o caso de Lamies, o Recuperador de Cadáveres, as Flame Hazes não fazem distinção dos demais, e tornam-se alvos também. Assim como no mundo humano, alguns Guze no Tomogara que resistem são chamados de Reis.
Reis de Guze (紅世の王, Guze no Ō)
Os Reis de Guze são Guze no Tomogara cujo poder residem nos seus servos, como as Trindades do Bal Masqué, Friagne, Pheles, ou os Reis que se fundiram com Flame Hazes, como é o caso de Shana. A maioria dos Reis de Guze do anime habitam Flame Hazes e trabalham para manter o equilíbrio do mundo, mas outros são como os Guze no Tomogara e usam o Poder de Existência para seus próprios planos.
Para os Reis de Guze que se preocupam com o equilíbrio do mundo, eles tomam conta do equilíbrio monitorando o Poder de Existência e utilizando suas Flame Hazes para aniquilar os Guze no Tomogara que perturbam o equilíbrio. Os Reis são representados por objetos, no caso de Shana, um pingente. Eles podem se manifestar por inteiro, mas para tanto requisitam muito poder de existência. Os Reis que são ainda mais poderosos, como Tenjō no Gōka (天壌の劫火) ou Sairei no Hebi (祭礼の蛇) são chamados de Deuses (神, Kami) do Reino de Guze, e a cada um desses Deuses é conferida a função de materializar as leis do mundo de Guze; por exemplo, Alastor é conhecido como o Castigo Divino (天罰神, Tenbatsuchin), enquanto a Serpente do Festival é a Criação Divina (創造神, Sōzōshin); cada nome corresponde a sua respectiva habilidade.
Rinne (燐子)
Rinnes são criaturas servas dos Tomogaras. São existências instáveis e necessitam de Poder de Existência fornecido pelos seus mestres para sobreviver.
Método Irrestrito (自在法, Jizaihō)
Também conhecido como Feitiço Irrestrito ou Magia Irrestrita, são feitiços poderosos. Esses feitiços podem ser usados para qualquer propósito, porém no anime são mais usados nas batalhas. Podem ser invocados por encantamentos (alguns deles podem requisitar séculos de treinamento para serem ativados), e consomem Poder de Existência. Uma Magia Irrestrita pode ser vista como uma insígnia azul.
Tesouro (宝具, Hōgu)
Tesouro é o nome usado para objetos mágicos que podem fornecer habilidades especiais ou até mesmo um Método Irrestrito. Um Tesouro é criado quando um Guze no Tomogara e um humano, cada um representando seu mundo, têm o mesmo desejo em comum; se trabalhado com os Métodos Irrestritos e materiais certos, um tesouro será criado para atender a esse desejo. O Reiji Maigo, por exemplo, que é procurado por muitos pela sua habilidade de repor o Poder de Existência do seu dono à meia-noite todos os dias, foi criado originalmente pelo amor entre a Rainha Pheles e o Mystes Johan, sob o desejo de "ficar juntos para sempre", usando como parte material uma torre de relógio.
Selo (封絶, Fūzetsu)
O Selo é o mais comum dos Métodos Irrestritos, e refere-se também à dimensão especial que o Método cria. Nele, o Reino de Guze e as pessoas mestiças entre Guze e o mundo real, e todos as situações causais, incluindo o tempo, são parados para todas as criaturas vivas. O cientista maluco Lord Dantalion foi quem criou uma versão complexa e falha do Selo; depois, o incrível inventor de feitiços Estrangeiro Leanan-sidhe consertou a versão anterior e a fez mais fácil e moderna, que rapidamente se espalha e atinge todas os seres ao redor. As Flame Hazes podem criar Selos à vontade, assim como os Guze no Tomogara. Entretanto, as batalhas que ocorrem dentro do Selo podem danificar o mundo real, e ferem os seres cujo tempo foi parado, ainda que esses danos possam ser revertidos desde que haja Poder de Existência suficiente. Porém, se o Selo for desfeito antes de o dano ser reparado, o mesmo será irreversível.
Altar de Cristal (玻璃壇, Haridan)
O Altar de Cristal é um Tesouro que funciona como uma projeção em miniatura do mundo real. Pode ser usado para se observar a localização de Tochas e Magias Irrestritas, e outras coisas relacionadas ao Poder de Existência. Segundo Margery, diz a lenda que o Altar de Cristal foi construído há três milênios pelo Deus de Guze chamado Serpente do Festival (祭礼の蛇, Sairei no Hebi), que gostou do ato de "governar", criando uma cidade de humanos e observou-a usando o Altar de Cristal. Porém, a Serpente foi selada numa dimensão alternativa após muitas batalhas com várias Flame Hazes. Friagne, que descobriu e se apossou do Altar, levou-o com ele até a cidade de Misaki. Enquanto alguns se enganam achando que ele se parece com a réplica da cidade, o cerne do Altar tem a forma de um pequeno espelho de bronze, escondido na enorme pilha de Tesouros de Friagne.
Outlaw (外界宿 (アウトロー), Autorō)
As instalações ou organização que dão suporte às atividades das Flame Hazes com capital, informações, transportes, etc. Eram meros hotéis, cada um com um Tesouro chamado Tessera, um objeto dodecaedro que esconde a presença da Flame Haze. Em seguida, uma Flame Haze se tornou a guardiã de uma Outlaw e fez melhorias, tornando-a um local de troca de informações. O plano deu certo, e ao longo do tempo outras Outlaws seguiram o mesmo exemplo e estabeleceram-se conexões ao redor do mundo.

## Mídia

### Light novel
A série foi inicalmente publicada como uma série de light novels escritas por Yashichiro Takahashi, com ilustrações de Noizi Ito. ASCII Media Works publicou 26 volumes entre 9 de novembro de 2002 e 10 de novembro de 2012 sobre o selo Dengeki Bunko; 22 comprimem a história principal, enquanto as outras 4 são histórias paralelas.
Um livro-guia de 160 páginas com o título de Shakugan no Shana no Subete (灼眼のシャナノ全テ, Tudo sobre Shakugan no Shana) foi publicado em 10 de dezembro de 2005. Mais dois livros-guia foram publicados para as adaptações para anime: Anime Shakugan no Shana no Subete (アニメ 『灼眼のシャナ』 ノ全テ) em 27 de outubro de 2006, com 176 páginas, e Anime Shakugan no Shana II no Subete  (アニメ 『灼眼のシャナII』 ノ全テ) em 19 de outubro de 2009, com 168 páginas. Três artbooks de 128 páginas feitos por Noizi Ito também foram publicados:Guren (紅蓮), em 25 de fevereiro de 2005, Kaen (華焔), em 9 de agosto de 2007, e Sōen (蒼炎), em 10 de agosto de 2009.

### Mangá
O primeiro mangá, ilustrado por Ayato Sasakura, foi lançado na revista Dengeki Daioh da ASCII Media Works em 1 de fevereiro de 2005. O primeiro volume em tankōbon foi publicado em 27 de outubro do mesmo ano e, em janeiro de 2011, nove volumes tinham sido publicados.
Um segundo mangá, Shakugan no Shana X Eternal song: Harukanaru Uta, por Shii Kiya, baseado no décimo novel, iniciou sua publicação na revista Dengeki Black Maoh da ASCII Media Works em 19 de setembro de 2007. O primeiro volume foi lançado em 27 de janeiro de 2009 e o segundo volume em 27 de agosto de 2010.

### Anime
Em 2005 uma enquete foi realizada pela revista Dengeki HP para ver qual série poderia se tornar anime e o vencedor foi Shakugan no Shana O anime foi produzido pelo estúdio J.C.Staff, sob a direção de Takashi Watanabe, indo ao ar no Japão entre 6 de outubro de 2005 e 23 de março de 2006, contendo 24 episódios e cobrindo os nove primeiros volumes do novel.
A segunda temporada, chamada Shakugan no Shana Ⅱ, foi anunciada no início de 2007 e foi ao ar no Japão entre 5 de outubro de 2007 e 28 de março de 2008, contendo 24 episódios e cobrindo do décimo primeiro ao décimo quarto volumes do novel. Uma série de quatro episódios em OVA, chamada Shakugan no Shana S foi produzida entre 23 de outubro de 2009 e 29 de setembro de 2010.
Em junho de 2011, a revista onde o novel é publicado confirmou que está em produção a terceira e provável última temporada do anime. Sob a mesma direção das anteriores, ela se chamará Shakugan no Shana III Final e estreará em outubro do mesmo ano.

#### Episódios
| #   | Título original                         | Título em Rōmaji                                               | Título em português                                           | Data de Exibição (Japão) | Baseado no novel |
| --- | --------------------------------------- | -------------------------------------------------------------- | ------------------------------------------------------------- | ------------------------ | ---------------- |
| 01  | 全ての終わり、一つの始まり              | Subete no Owari, Hitotsu no Hajimari                           | O Fim de Tudo, O Começo de Uma Coisa                          | 9 de Outubro de 2005     | Volume I         |
| 02  | 灯る炎                                  | Tomoru Honō                                                    | Chama Iluminada                                               | 16 de Outubro de 2005    | Volume I e II    |
| 03  | トーチとフレイムヘイズ                  | Tōchi to Fureimu Heizu                                         | O Torch e a Flame Haze                                        | 23 de Outubro de 2005    | Volume I e II    |
| 04  | 惑いのフレイムヘイズ                    | Madoi no Fureimu Heizu                                         | A Flame Haze Confusa                                          | 30 de Outubro de 2005    | Volume I e II    |
| 05  | それぞれの想い                          | Sorezore no Omoi                                               | Respectivos Pensamentos                                       | 6 de Novembro de 2005    | Volume I e II    |
| 06  | 交錯・発動・対決                        | Kōsaku Hatsudō Taiketsu                                        | Complicação, Ativação, Confronto                              | 13 de Novembro de 2005   | Volume I e II    |
| 07  | 二人のフレイムヘイズ                    | Futari no Fureimu Heizu                                        | Duas Flame Haze                                               | 20 de Novembro de 2005   | Volume I e II    |
| 08  | 麗しのゴブレット                        | Urawashi no Goburetto                                          | O Belo Cálice                                                 | 27 de Novembro de 2005   | Volume I e II    |
| 09  | 恋と欲望のプールサイド                  | Koi to Yokubō no Pūrusaido                                     | À Beira da Piscina do Amor e do Desejo                        | 4 de Dezembro de 2005    | Original         |
| 10  | 絡まる想い                              | Karamaru Omoi                                                  | Sentimentos Enredados                                         | 11 de Dezembro de 2005   | Volume II        |
| 11  | 悠二とシャナとキス                      | Yūji to Shana to Kisu                                          | Yūji, Shana e Beijo                                           | 18 de Dezembro de 2005   | Volume III e IV  |
| 12  | ゆりかごに花は咲いて                    | Yurikago ni Hana wa Saite                                      | As Flores Florescem no Berço                                  | 25 de Dezembro de 2005   | Volume III e IV  |
| 13  | 校舎裏の宣戦布告                        | Kōsha Ura no Sensenfukoku                                      | A Declaração de Guerra Atrás da Escola                        | 8 de Janeiro de 2006     | Volume III e IV  |
| OVA | 灼眼のシャナ 特別編 恋と温泉の校外学習! | Shakugan no Shana Tokubetsu Hen Koi to Onsen no Kōgai Gakushū! | Shakugan no Shana Especial: Viagem de Campo das Termas e Amor | 8 de Dezembro de 2006    | Original         |
| 14  | 偉大なる者                              | Idai naru Mono                                                 | Uma Grande Pessoa                                             | 15 de Janeiro de 2006    | Volume V         |
| 15  | 炎の生まれた日                          | Honō no Umareta Hi                                             | O Dia que A Chama Nasceu                                      | 22 de Janeiro de 2006    | Volume V         |
| 16  | 炎髪灼眼の打ち手                        | Enpatsu Shakugan no Uchite                                     | A Caçadora de Olhos e Cabelo Cor de Chama                     | 29 de Janeiro de 2006    | Volume V         |
| 17  | 新たなる序章                            | Aratanaru Joshō                                                | Um Novo Prólogo                                               | 5 de Fevereiro de 2006   | Volume VI e VII  |
| 18  | 砕ける願い                              | Kudakeru Negai                                                 | Esperança Quebrada                                            | 12 de Fevereiro de 2006  | Volume VI e VII  |
| 19  | 戦いの中で                              | Tatakai no Naka de                                             | Dentro da Batalha                                             | 19 de Fevereiro de 2006  | Volume VI e VII  |
| 20  | 非情のヴィルヘルミナ                    | Hijō no Viruherumina                                           | Wirhelmina Implacável                                         | 26 de Fevereiro de 2006  | Volume VIII e IX |
| 21  | 遠ざかる想い                            | Tōzakaru Omoi                                                  | Sentimentos Divergentes                                       | 5 de Março de 2006       | Volume VIII e IX |
| 22  | 揺らぐ炎                                | Yuragu Honō                                                    | A Chama Oscilante                                             | 12 de Março de 2006      | Original         |
| 23  | 星黎殿の戦い                            | Seireiden no Tatakai                                           | Batalha no Palácio das Estrelas                               | 19 de Março de 2006      | Original         |
| 24  | 紅蓮の想い                              | Guren no Omoi                                                  | Sentimentos Escarlates                                        | 26 de Março de 2006      | Original         |

| #  | Título original        | Título em Rōmaji         | Título em português              | Data de Exibição (Japão) | Baseado no novel |
| -- | ---------------------- | ------------------------ | -------------------------------- | ------------------------ | ---------------- |
| 01 | 再びの刻               | Futatabi no Koku         | Uma Segunda Vez                  | 5 de Outubro de 2007     | Jogo             |
| 02 | 全ての序章             | Subete no Joshō          | O Começo de Tudo                 | 12 de Outubro de 2007    | Jogo             |
| 03 | 疑惑の転校生           | Ginwaku no Tenkōsei      | O Suspeito Aluno Transferido     | 19 de Outubro de 2007    | Original         |
| 04 | 憂いの少女達           | Urei no Shōjo-tachi      | As Garotas Tristes               | 26 de Outubro de 2007    | Original         |
| 05 | 家族の食卓             | Kazoku no Shokutaku      | Jantar em Família                | 2 de Novembro de 2007    | Original         |
| 06 | 試練の前夜             | Shiren no Zenya          | A Véspera do Julgamento          | 9 de Novembro de 2007    | Original         |
| 07 | 池速人、栄光の日       | Ike Hayato, Eikō no Hi   | Ike Hayato, O Dia de Glória      | 16 de Novembro de 2007   | Original         |
| 08 | 過去への扉             | Kako e no Tobira         | Porta para o Passado             | 23 de Novembro de 2007   | Volume XI e S    |
| 09 | 哀しみのマイルストーン | Kanashimi no Mairusutōn  | Marcos da Tristeza               | 30 de Novembro de 2007   | Volume XI e S    |
| 10 | 帰ってきた男           | Kaettekita Otoko         | O Homem que Voltou               | 7 de Dezembro de 2007    | Volume IX e XI   |
| 11 | 約束の二人             | Yakusoku no Futari       | Os Dois da Promessa              | 14 de Dezembro de 2007   | Volume XI        |
| 12 | 清秋祭始まる           | Seishū Sai Hajimaru      | O Festival Seishū Começa         | 21 de Dezembro de 2007   | Volume XI        |
| 13 | 収束、そして兆し       | Shūsoku, Soshite Kizashi | Convergência, Então um Presságio | 11 de Janeiro de 2008    | Volume XII       |
| 14 | 永遠の恋人             | Eien no Koibito          | Amantes Eternos                  | 18 de Janeiro de 2008    | Volume XII       |
| 15 | 覚醒                   | Kakusei                  | Despertar                        | 25 de Janeiro de 2008    | Volume XIII      |
| 16 | つきせぬ想い           | Tsukisenu Omoi           | Sentimentos Duradouros           | 1 de Fevereiro de 2008   | Volume XIII      |
| 17 | それぞれの道           | Sorezore no Michi        | O Caminho de Cada Um             | 8 de Fevereiro de 2008   | Volume XIV       |
| 18 | 錯綜の悠二             | Sakusō no Yūji           | Complicação de Yūji              | 15 de Fevereiro de 2008  | Volume XIV       |
| 19 | 言えなかったこと       | Ienakatta Koto           | Algo que não Poderia ser Dito    | 22 de Fevereiro de 2008  | Volume XIV       |
| 20 | 茜色の死闘             | Akaneito no Shitō        | O Combate Mortal Escarlate       | 29 de Fevereiro de 2008  | Volume XIV       |
| 21 | 合わせる力             | Awaseru Chikara          | Poder Unido                      | 7 de Março de 2008       | Volume XIV       |
| 22 | クリスマス・イブ       | Kurisumasu Ibu           | Véspera de Natal                 | 14 de Março de 2008      | Volume XIV       |
| 23 | 危難の胎動             | Kinan no Taidō           | Aceleração do Perigo             | 21 de Março de 2008      | Original         |
| 24 | 守るべきもの           | Mamoru beki Mono         | O que Deve ser Protegido         | 27 de Março de 2008      | Original         |

| #  | Título original     | Título em Rōmaji | Título em português | Data de Exibição (Japão) |
| -- | ------------------- | ---------------- | ------------------- | ------------------------ |
| 01 | リシャッフル        | Rishaffuru       | Reshuffle           | 23 de Outubro de 2009    |
| 02 | ドミサイル          | Domisairu        | Domicílio           | 26 de Fevereiro de 2010  |
| 03 | オーバーチュア 前編 | Ōbāchua Zenpen   | Abertura Parte I    | 25 de Junho de 2010      |
| 04 | オーバーチュア 後編 | Ōbāchua Kōhen    | Abertura Parte II   | 29 de Setembro de 2010   |

### Músicas

#### Temas de abertura
1. "Hishoku no Sora" cantado por Mami Kawada na primeira parte, Shakugan no Shana
2. "Being" cantado por KOTOKO na segunda parte, Shakugan no Shana
3. "Joint" cantada por Mami Kawadana primeira parte de, Shakugan no Shana II "Second"
4. "Blaze" cantada por KOTOKO na segunda parte, Shakugan no Shana II "Second"
5. "Light my Fire" cantada por KOTOKO, na primeira parte de, Shakugan no Shana III "Final"
6. "Serment" cantada por Mami Kawadana segunda parte de, Shakugan no Shana III "Final"

#### Temas de encerramento
1. "Yoake Umarekuru Shōjo" cantado por Yoko Takahashi
2. "Aka no Seijaku" cantado por Youko Ishida na segunda fase, Shakugan no Shana II "Second"
3. "Triangle" cantado por Mami Kawada
4. "Sociometry" cantado por KOTOKO na terceira fase, Shakugan no Shana III "Final"
5. "I'll Believe" cantado por Altima
6. "One" cantado por Altima